# Río Oyat

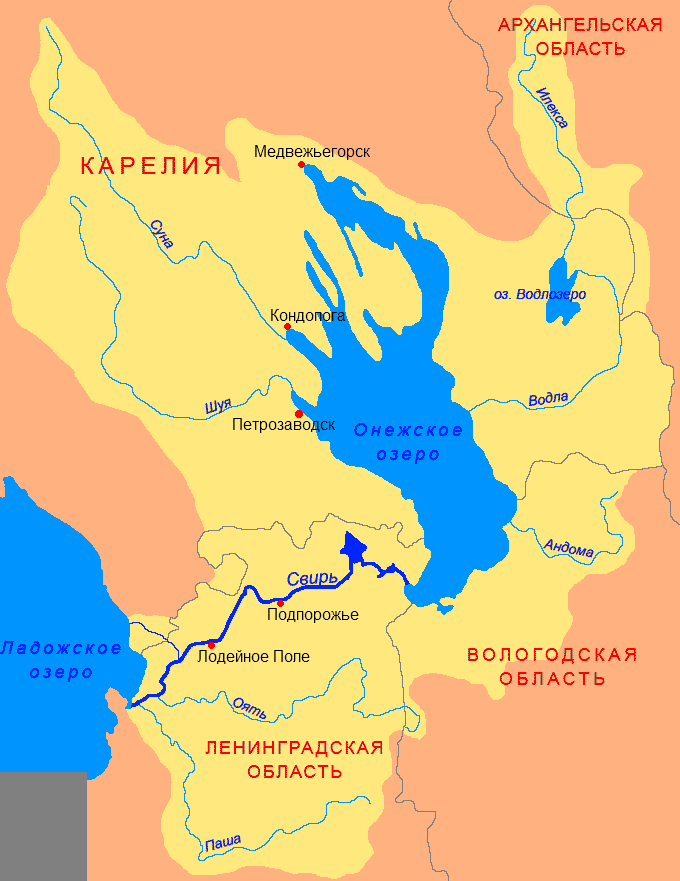
Ubicación del Oyat (Оять) en la cuenca del Svir

El río Oyat (en ruso: река Оять) es un afluente izquierdo del río Svir y está situado en los óblast de Vólogda y de Leningrado en el norte de la parte europea de Rusia.
El Oyat tiene su origen en el lago Chaimosero en las alturas de Vepsovsk. Fluye predominantemente en dirección oeste y desemboca en el Svir - 15 km antes de su desembocadura en el lago de Ládoga. El río tiene una longitud de 266 km. Drena una rica zona de captación de lagos en el este del óblast de Leningrado, que cubre un área de 5220 km². El drenaje medio situado a 39 km de la desembocadura es de 51,8 m³/s.
El río tiene chorros en su tramo inferior. Las inundaciones de primavera constituyen una parte importante de la escorrentía anual.  El río se congela a finales de noviembre/principios de diciembre. La capa de hielo del río Oyat permanece luego cerrada hasta finales de abril o principios de mayo.